# جعفر دهقان
جعفر دهقان (زادهٔ ۲۱ فروردین ۱۳۳۹) بازیگر اهل ایران است. او با بازی در مجموعه تلویزیونی مردان آنجلس (۱۳۷۶) به شهرت رسید، از دیگر آثار او ایفای نقش مصعب بن زبیر در مختارنامه (۱۳۸۹) و پوتیفار در یوسف پیامبر (۱۳۸۷) می‌باشد.
تحصیلات او دیپلم هنرستان فنی است.
او بازیگری را از دهه ۵۰ با تئاتر شروع کرد و پس از آن سینما را از سال ۱۳۶۰ با بازی در فیلم توجیه آغاز کرد. او فنون رزمی را در فیلم‌هایی از جمله یاس‌های وحشی و شیرهای جوان به نمایش گذاشت.

## فعالیت هنری
آغاز فعالیت دهقان به ۱۵ سالگی (سال ۱۳۵۴) بر می‌گردد، یعنی زمانی که در گروه تئاتر مرکز رفاه بازی می‌کرد.
در سال ۱۳۶۰، زمانی که جوانی ۲۱ ساله بود، همکاری خود را با حوزه هنری سازمان تبلیغات اسلامی آغاز کرد و در همان سال فعالیت سینمایی خود را با بازی در فیلم توجیه به کارگردانی منوچهر حقانی‌پرست شروع کرد.
در سال ۱۳۷۲، او با بازی در فیلم حماسه مجنون توانست سیمرغ بلورین بهترین بازیگر نقش دوم مرد را به دست آورد.

نظر دهقان در مورد بازیگری: 
بازیگری کار سختی است اما این سبب دور شدن بازیگر از این شغل نمی‌شود، اگر کسی می‌خواهد وارد این عرصه شود، باید عشق، انگیزه و تلاش داشته باشد. هر چه بیشتر بازی کند، بیشتر احساس نیاز به این شغل می‌کند.

## فیلم‌شناسی

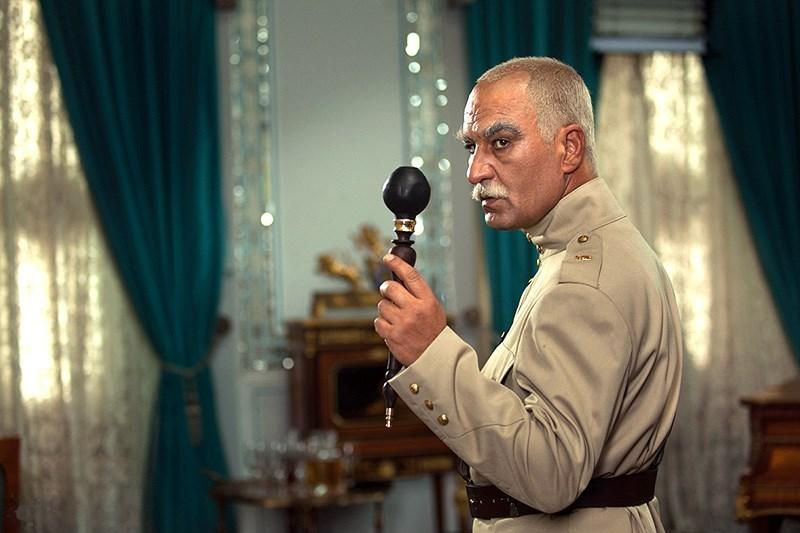
دهقان در سریال معمای شاه در نقش رضاشاه

### فیلم سینمایی و تلویزیونی
- غریب (۱۴۰۱، محمدحسین لطیفی)
- چهار اصفهانی در بغداد (۱۳۹۴، محمدرضا ممتاز)
- یتیم‌خانه ایران (۱۳۹۳، ابوالقاسم طالبی)
- روزگاری عشق و خیانت (۱۳۹۲، حبیب‌الله بهمنی)
- سیب و سلما (۱۳۸۹، حبیب‌الله بهمنی)
- گلوگاه شیطان (۱۳۸۹، حمید بهمنی)
- تنگنا (۱۳۸۵، علی‌رضا بذرافشان فیلم تلویزیونی)
- شهر آشوب (۱۳۸۴، یدالله صمدی)
- غریب افتاده (۱۳۸۱، جواد شمقدری)
- بی‌همتا (۱۳۸۰، جهانگیر جهانگیری)
- شاهین سیاه (۱۳۸۰)
- مریم مقدس (۱۳۷۹، شهریار بحرانی)
- سحرگاه پیروزی (۱۳۷۷، حسین بلنده)
- شیرهای جوان (۱۳۷۸، محسن محسنی‌نسب)
- خلبان (۱۳۷۶، جمال شورجه)
- یاس‌های وحشی (۱۳۷۵، محسن محسنی نسب)
- بوی پیراهن یوسف (۱۳۷۴، ابراهیم حاتمی‌کیا)
- جهنم سبز (۱۳۷۴، اسماعیل براری)
- عبور از خط سرخ (۱۳۷۴، جمال شورجه)
- هفت گذرگاه (۱۳۷۴، جمشید حیدری)
- حمله به اچ۳ (۱۳۷۳، شهریار بحرانی)
- یک شب، یک غریبه (۱۳۷۳، حسین قاسمی جامی)
- پاییز بلند (۱۳۷۲، منوچهر عسگری نسب)
- حماسه مجنون (۱۳۷۱، جمال شورجه)
- زیر آسمان (۱۳۷۱، حسین قاسمی‌جامی)
- صلیب طلایی (۱۳۷۱، عبدالله باکیده)
- عملیات کرکوک (۱۳۷۰، جمال شورجه)
- تعقیب سایه‌ها (۱۳۶۹، علی شاه‌حاتمی)
- بحران (۱۳۶۶، علی‌اصغر شادروان)
- هراس (۱۳۶۶، شهریار بحرانی)
- پرواز در شب (۱۳۶۵، رسول ملاقلی‌پور)
- تیرباران (۱۳۶۵، علی‌اصغر شادروان)
- دستفروش (اپیزود اول ۱۳۶۵، محسن مخملباف)
- دستفروش (اپیزود سوم ۱۳۶۵، محسن مخملباف)
- بلمی به سوی ساحل (۱۳۶۴، رسول ملاقلی‌پور)
- عقود (۱۳۶۳، علی‌اصغر شادروان)
- مرگ دیگری (۱۳۶۱، محمدرضا هنرمند)
- توجیه (۱۳۶۰، منوچهر حقانی‌پرست)
- آفتاب سرد (۱۳۸۵، مسعود تکاور)
- دربست تا بهشت (۱۳۸۶، حسین تبریزی)
- ساعت سوخته (۱۳۸۶، مجتبی اسدی)

- طلوعی دیگر (۱۳۸۷، شیخ آقا محمدیان)
- تجسس (۱۳۸۷، جهانگیر جهانگیری)
- سرگرد (۱۳۸۷، کاظم معصومی)
- سایه (۱۳۸۷، حسین قاسمی جامی)
- نشانی از نیل (۱۳۸۷، حسین قاسمی جامی)
- دلایل اصلی (۱۳۸۷، کاظم معصومی)
- حفره (۱۳۸۸، حسین تبریزی)
- سایه به خورشید (۱۳۸۸، انصاری)
- زمین(۱۳۸۸، کاظم معصومی)
- برکت (۱۳۸۹، ابوفاضلی)
- کوچه هفتم (۱۳۸۹، حسین تبریزی)
- سفر بر مدار مهتاب (۱۳۸۹، سیدمحسن یوسفی)
- واگن شماره ۲ (مجید وحیدیان)
- طیب (۱۳۸۸، قدرت‌الله بزرگی ۱۳۸۸)
- شب پدر (۱۳۹۴، هادی شامانی)
- نخلهای سربی(۱۳۹۱، شهرام باباپور)
- شاه کلید (۱۳۸۹، حسین تبریزی)
- سوار در غبار (۱۳۹۱، حسین تبریزی)
- فاصله کانونی (بهمن گودرزی)
- نشان فرشته (اسماعیل فلاح پور)
- صفر مرزی (حسین تبریزی)
- شیخ شریف (۱۳۹۱، اسماعیل فلاح پور)
- عبور از مه (۱۳۹۱، داوود بیدل)
- ترانه آتش (روح‌الله سهرابی)
- نفس‌های آرام (۱۳۹۵، میثم هاشمی طبا)
- مورچه‌ها (۱۳۹۶، مسعود محمدی)

### فیلم ویدئویی
- خیابان یک طرفه (۱۳۹۰)

### تلویزیونی
| سال                  | نام مجموعه            | سمت    | کارگردان               | توضیحات                        |
| -------------------- | --------------------- | ------ | ---------------------- | ------------------------------ |
| ۱۳۹۸–۱۴۰۵ درحال ساخت | سلمان فارسی           | بازیگر | داوود میرباقری         | شبکه ۳                         |
| ۱۴۰۳                 | یزدان                 | بازیگر | منوچهر هادی            | شبکه سه                        |
| ۱۴۰۳                 | هفت‌سر اژدها           | بازیگر | ابوالقاسم طالبی        | شبکه ۳                         |
| ۱۴۰۲                 | ترور                  | بازیگر | خیرالله تقیانی‌پور      | شبکه ۱                         |
| ۱۴۰۲                 | محرمانه               | بازیگر | محمود معظمی            | شبکه ۳                         |
| ۱۴۰۱                 | آتش سرد               | بازیگر | رضا ابوفاضلی           | شبکه ۲                         |
| ۱۳۹۹                 | ایلدا                 | بازیگر | راما قویدل             | شبکه ۱در نقش استوار کاکاوند    |
| ۱۳۹۷                 | بازی نقاب‌ها           | بازیگر | سیروس حسن پور          | در نقش دولت خان                |
| ۱۳۹۷                 | راه و بیراه           | بازیگر | داوود بیدل             | شبکه ۱                         |
| ۱۳۹۷                 | احضار روح             | بازیگر | محمدرضا آهنج           | شبکه آیو                       |
| ۱۳۹۷                 | سر دلبران             | بازیگر | محمدحسین لطیفی         | ویژه ماه رمضان۱۳۹۷ در نقش برزو |
| ۱۳۹۶                 | زیباشهر               | بازیگر | علی اصغر شادروان       |                                |
| ۱۳۹۴                 | شیوع                  | بازیگر | محمود معظمی            |                                |
| ۱۳۹۴                 | معمای شاه             | بازیگر | محمدرضا ورزی           | بازیگر نقش رضا شاه             |
| ۱۳۹۳                 | حانیه                 | بازیگر | سید جلال دهقانی اشکذری |                                |
| ۱۳۹۳                 | گذر از رنج‌ها          | بازیگر | فریدون حسن پور         | شبکه ۱ در نقش خسرو خان         |
| ۱۳۹۲                 | سرزمین مادری          | بازیگر | کمال تبریزی            | شبکه ۳                         |
| ۱۳۸۹                 | خانه بی پرنده         | بازیگر | کاظم معصومی            | در نقش کمال                    |
| ۱۳۸۹                 | آسمان همیشه ابری نیست | بازیگر | سعید عالم زاده         | در نقش مسعود پاکدل             |
| ۱۳۸۸                 | تا رهایی              | بازیگر | فلورا سام              | در نقش رئیس باند قاچاقچیان     |
| ۱۳۸۷                 | مسافر زمان ۲          | بازیگر | مسعود نوابی            | در نقش اشک بوس                 |
| ۱۳۸۶                 | سرنوشت                | بازیگر | محمد رضا زهتابی        |                                |
| ۱۳۸۴                 | راز کوبه‌ها            | بازیگر | کریم اکبری مبارکه      |                                |
| ۱۳۸۴                 | جابر بن حیان          | بازیگر | جواد افشار             |                                |
| ۱۳۸۶                 | چهل سرباز             | بازیگر | محمد نوری زاده         |                                |
| ۱۳۸۳–۱۳۸۷            | یوسف پیامبر           | بازیگر | فرج‌الله سلحشور         | در نقش پوتیفار عزیز مصر        |
| ۱۳۸۲–۱۳۸۹            | مختارنامه             | بازیگر | داوود میرباقری         | در نقش مصعب بن زبیر            |
| ۱۳۸۲–۱۳۸۵            | صنوبر                 | بازیگر | مجتبی راعی             |                                |
| ۱۳۸۲                 | معما                  | بازیگر | محمدرضا آهنج           |                                |
| ۱۳۸۱–۱۳۸۲            | ثارالله               | بازیگر | شهریار بحرانی          | در نقش حر بن ریاحی             |
| ۱۳۸۰                 | عشق سال‌های جنگ        | بازیگر | علی بهادر              |                                |
| ۱۳۸۰                 | راز گل شب بو          | بازیگر | حمید اکرمی             |                                |
| ۱۳۸۰                 | تن‌ها                  | بازیگر | سید جواد هاشمی         |                                |
| ۱۳۸۰                 | این شرح ناتمام        | بازیگر | حمید بهمنی             |                                |
| ۱۳۸۰–۱۳۸۱            | آتش و شبنم            |        | ابراهیم سلطانی فر      |                                |
| ۱۳۷۹                 | فریاد بی صدا          | بازیگر | جهانگیر جهانگیری       |                                |
| ۱۳۷۹                 | مریم مقدس             | بازیگر | شهریار بحرانی          | در نقش هرود                    |
| ۱۳۷۸                 | گزارش ویژه            | بازیگر | حمید بهمنی             |                                |
| ۱۳۷۸                 | آواز پر جبرائیل       | بازیگر | حمید بهمنی             |                                |
| ۱۳۷۶                 | مردان آنجلس           | بازیگر | فرج‌الله سلحشور         | در نقش ماکسی میلیانوس          |

### فیلم کوتاه
| عنوان فیلم    | سال ساخت | کارگردان        |
| ------------- | -------- | --------------- |
| سقای تشنه لب  | ۱۳۶۱     | رسول ملاقلی پور |
| لحظه موعود    | ۱۳۶۷     | حمید خیرالدین   |
| بچه‌های انقلاب | ۱۳۶۲     | محمد آفریده     |
| شته‌ها         | ۱۳۷۰     | محمد کاسبی      |
| گریز          | ۱۳۶۷     | بهزاد بهزادپور  |

### نمایش خانگی
| سال  | عنوان مجموعه | کارگردان     | نقش      |
| ---- | ------------ | ------------ | -------- |
| ۱۴۰۲ | گناه فرشته   | حامد عنقا    | حجت      |
| ۱۴۰۱ | راز بقا      | سعید آقاخانی | خان فادر |

## جوایز
- سیمرغ بلورین بهترین بازیگر نقش دوم مرد برای فیلم حماسه مجنون در دوازدهمین دوره جشنواره فیلم فجر.